# Battle Hymns
Battle Hymns je debutní album americké heavymetalové skupiny Manowar vydané v roce 1982. Hudebně je album poplatné době vzniku, vychází z tehdejšího heavy metalu a hard rocku. Přesto již na něm můžeme nalézt některé atributy, které se později opakovaly i na dalších deskách. Album otevírá skladba Death Tone s intrem v podobě zvuku motocyklu, který je, spolu s koženými obleky, typickou součástí image skupiny. Následující Metal Daze je tradiční melodická heavymetalová hymna, jejíž obdobu můžeme najít téměř na všech následujících albech. Text šesté skladby, Manowar, je v podstatě autobiografickou zpovědí a definuje poslání skupiny jako boj a šíření tzv. „true metal“ („pravého metalu“). Toto téma je častým námětem skladeb Manowar. Tato skladba je dodnes zahajovací písní koncertů skupiny. Ve skladbě Dark Avenger vystupuje s dramatickou narací režisér Orson Welles, který si tuto úlohu zopakoval v roce 1987 na albu Fighting the World. Předposlední skladbou na desce je instrumentální William's Tale, ve které Joey DeMaio demonstruje své schopnosti a především rychlost ve hře na basovou kytaru. Deska vrcholí epickou téměř progress metalově vystavěnou titulní skladbou Battle Hymn s typickým střídáním tempa. Textově je tato píseň inspirována fantasy literaturou a nordickou mytologií, tedy témata, ke kterým se členové a především lídr skupiny DeMaio hlásí.

## Seznam písní
1. "Death Tone" – 4:48
2. "Metal Daze" – 4:18
3. "Fast Taker" – 3:56
4. "Shell Shock" – 4:04
5. "Manowar" – 3:35
6. "Dark Avenger" – 6:20
7. "William's Tale" – 1:52
8. "Battle Hymn" – 6:55

## Sestava
- Eric Adams – zpěv
- Ross Funicello – kytara
- Joey DeMaio – baskytara
- Donnie Hamzik – bicí